# Australian Open 1987
Wielkoszlemowy turniej tenisowy Australian Open w 1987 roku rozegrano w Melbourne w dniach 12 - 25 stycznia.

## Zwycięzcy

### Gra pojedyncza mężczyzn
- Stefan Edberg (SWE) - Patrick Cash (AUS) 6:3, 6:4, 3:6, 5:7, 6:3

### Gra pojedyncza kobiet
- Hana Mandlíková (TCH) - Martina Navrátilová (TCH) 7:5, 7:6(1)

### Gra podwójna mężczyzn
- Stefan Edberg (SWE)/Anders Järryd (SWE) - Peter Doohan (AUS)/Laurie Warder (AUS) 6:4, 6:4, 7:6

### Gra podwójna kobiet
- Martina Navrátilová (TCH)/Pam Shriver (USA) - Zina Garrison (USA)/Lori McNeil (USA) 6:1, 6:0

### Gra mieszana
- Zina Garrison (USA)/Sherwood Stewart (USA) - Anne Hobbs (GBR)/Andrew Castle (GBR) 3:6, 7:6(5), 6:3